# 约翰·巴勒斯奖章
约翰·巴勒斯奖章（英語：John Burroughs Medal）是约翰·巴勒斯协会颁发的奖章，以自然作家约翰·巴勒斯的名字命名，以表彰对自然历史领域的写作。

## 得主
- 1926年：威廉·毕比
- 1927年：歐尼斯特·湯普森·西頓
- 1929年：弗兰克·M·查普曼
- 1950年：罗杰·托瑞·彼得森
- 1952年：雷切尔·卡森
- 1977年：奥尔多·利奥波德
- 1982年：彼得·馬西森
- 2000年：贝恩德·海因里希